# 10. červenec
10. červenec je 191. den roku podle gregoriánského kalendáře (192. v přestupném roce). Do konce roku zbývá 174 dní. Svátek slaví Libuše a Amálie.

## Události

### Česko
- 1091 – První písemná zmínka o Brně v Kosmově kronice.
- 1819 – Nový učební plán pro gymnázia zavedl šest tříd, čtyři nižší (gramatikální třídy) a dvě vyšší (humanitní třídy).
- 1860 – Bedřich Smetana se podruhé žení, tentokrát s Barborou (Betty) Fernandiovou.
- 1897 – Premiéra baletu Bajaja v pražském Národním divadle na hudbu Jindřicha Kaana z Albestů.
- 1920 – Ministr zahraničí Edvard Beneš s polským premiérem podepsali v belgickém Spa úmluvu, podle které se plná moc k určení státní hranice na Těšínsku předává spojenecké Nejvyšší radě.
- 1926 – Premiéra baletu Doktor Faust v Národním divadle v Praze, hudba František Škvor.
- 1941 – Premiéra českého filmu Vladimíra Slavínského Advokát chudých podle romanety Jakuba Arbese s Otomarem Korbelářem v hlavní roli.
- 1946 – V Moskvě byla podepsána smlouva umožňující volyňským Čechům zpět do jejich bývalé vlasti.
- 1947
  - Národní shromáždění schválilo prostou většinou v prvním i druhém čtení zákon č. 143/1947 Sbírky známější jako Lex Schwarzenberg, jímž byl vyvlastněn veškerý majetek hlubocké větve Schwarzenbergů.
  - Československá vláda po jednání v Moskvě odvolala svou účast na pařížské konferenci, na které se měl projednávat Marshallův plán.
- 1968 – Poslanci Národního shromáždění zvolili 150 poslanců České národní rady.
- 1973 – Olga Hepnarová v Praze najela nákladním automobilem do skupinky lidí na chodníku, přičemž zemřelo 8 lidí.
- 1999 – V Karlových Varech skončil 34. ročník mezinárodního filmového festivalu. Nejvyšší ocenění - Křišťálový glóbus - získal izraelský film Janini přátelé.
- 2013 – Prezident Zeman jmenoval úřednickou vládu Jiřího Rusnoka.
- 2018 – Novým ministrem spravedlnosti ve druhé vládě Andreje Babiše byl jmenován nestraník Jan Kněžínek. Po odstoupivší Táně Malé kvůli nedostatečnému vzdělání a plagiátorství.

### Svět
- 0048 př. n. l. – Pompeius porazil Caesara v bitvě u Dyrrhachia.
- 0431 – Skončil Efezský koncil, který odsoudil nestoriánství.
- 0552 – Začátek arménského kalendáře.
- 0988 – Gaelsko-vikingský dublinský král Glúniairn se poddal irskému velekráli Máel Sechnaill mac Domnaillovi, což se považuje za počátek moderního Dublinu.
- 1040 – Lady Godiva jede nahá na koni skrz Coventry, aby donutila svého manžela Earl of Mercia snížit daně.
- 1212 – Velký a silný požár zničil většinu Londýna do základů.
- 1460 – Bitvu u Northamptonu vyhráli Lancasterové, král Jindřich VI. je zajat.
- 1520 – Francouzský král Karel V. a anglický král Jindřich VIII. Podepsali smlouvu v Calais
- 1559 – Francouzský král Jindřich II. je smrtelně zraněn v rytířském turnaji a umírá přesně, jak předpověděl Nostradamus
- 1609 – Bavorský kurfiřt Maxmilián I. založil Katolická liga jako protiváhu Protestantské unie.
- 1778 – Americká revoluce: Ludvík XVI. vyhlásil válku Spojenému království.
- 1850 – Millard Fillmore se stal 13. prezidentem USA.
- 1890 – Wyoming byl přijat jako 44. stát USA.
- 1908 – Nizozemský fyzik Heike Kamerlingh Onnes dokázal zkapalnit helium.
- 1939 – Rumunsko vyhlásilo válku Bulharsku.
- 1925
  - Založena tisková agentura Sovětského svazu (ITAR-TASS).
  - V americkém státě Tennessee byl zahájen soud s Johnem T. Scopesem, který porušil tehdy platný státní zákon zakazující výuku evoluční teorie.
- 1938 – Howard Hughes obletěl svět za 91 hodin a vytvořil tak nový rekord.
- 1940
  - Druhá světová válka: začala letecká bitva o Británii – Luftwaffe začala útočit na britské konvoje v průlivu La Manche.
  - Vznikla Vichistická Francie v čele s Philippem Pétainem.
- 1941 – Ve městě Jedwabne Poláci povraždili 340 Židů.
- 1951 – Korejská válka: v Kesongu začala jednání o příměří.
- 1962 – Na oběžnou dráhu byla vypuštěna první telekomunikační družice Telstar.
- 1973 – Bahamy získaly nezávislost v rámci Commonwealthu.
- 1985
  - Agenti francouzské tajné služby potopili loď Rainbow Warrior ekologické organizace Greenpeace.
  - Po neúspěšné a zákazníky odmítnuté propagaci nové chuti Coly pod názvem New Coke - oznamuje firma Coca-Cola, že se vrací zpátky k originálnímu receptu Coca-Cola Classic.
- 1990 – Navzdory převratným ekonomickým a politickým změnám a intenzivní kritice oponentů je Gorbačov znovu zvolen do čela Komunistické strany Sovětského Svazu
- 1991 – Boris Jelcin se stal prvním demokraticky zvoleným prezidentem Ruska.
- 1992 – V americkém Miami byl bývalý panamský vládce Manuel Noriega odsouzen ke 40 letům ve vězení za obchodování s drogami a vydírání. V roce 1999 mu byl trest snížen na 30 let.
- 2000 – Na jihu Nigérie zabila exploze ropovodu asi 250 vesničanů, kteří si brali ropu.
- 2011 – Kvůli skandálu s odposlechy vyšel naposledy tehdy nejprodávanější britský novinový nedělník News of the World.
- 2017 – V Iráku byla ukončena Bitva o Mosul.
- 2020 – V Benátské laguně byl po 17 letech výstavby spuštěn ochranný systém MOSE (Mojžíš) pro ochranu města Benátek před záplavami, způsobenými mořským přílivem.

## Narození
Viz též Kategorie:Narození 10. července — automatický abecedně řazený seznam.

### Česko

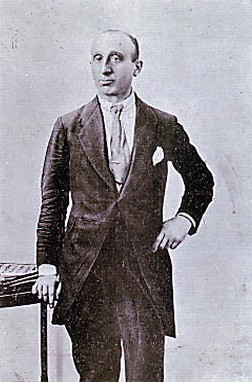
Leopold Hilsner (* 1876)

- 1583 – Pavel Skála ze Zhoře, exulantský spisovatel a historik († 1640)
- 1719 – Václav Kovanda, barokní sochař a řezbář († 28. března 1788)
- 1780 – František Ignác Kassián Halaška, vědec († 12. července 1847)
- 1817 – Václav Pour, český politik († 20. října 1880)
- 1868 – Růžena Svobodová, spisovatelka († 1. leden 1920)
- 1880 – Bedřich Dubský, jihočeský archeolog († 9. února 1957)
- 1881 – Zdeněk Záhoř, literární historik, kritik a spisovatel († 16. srpna 1931)
- 1884 – František Bednář, český evangelický teolog a historik († 11. července 1963)
- 1885 – Method Kaláb, český grafik, ilustrátor, bibliofilský specialista († 17. listopadu 1963)
- 1889 – Miroslav Rutte, dramatik, prozaik, básník, filmový estetik, autor filmových scénářů († 24. listopadu 1954)
- 1903 – Josef Václav Bečka, jazykovědec († 5. června 1992)
- 1904 – Iša Krejčí, hudební skladatel († 6. března 1968)
- 1905
  - Václav Vaněček, český právník a právní historik († 12. dubna 1985)
  - Vuk Echtner, český esperantista a průkopník bahá'í víry († 22. ledna 1994)
- 1920 – Miloslav Chlupáč, český sochař a malíř († 30. listopadu 2008)
- 1922
  - Jan Vlček, letecký konstruktér († 2. ledna 1984)
  - Petr Schulhoff, režisér a scenárista († 4. května 1986)
- 1923
  - Jiljí Fiedler, agronom († 17. května 1975)
  - Jindřich Bilan, děkan Hornicko-geologické fakulty Technické univerzity v Ostravě († 19. dubna 2012)
- 1924 – František Toman, ministr vlád České socialistické republiky († 20. září 1981)
- 1926 – Jiřina Táborská, česká literární historička a literární teoretička († 14. září 2004)
- 1928
  - Karel Šiktanc, básník
  - František Stavinoha, spisovatel a scenárista, kladenský horník († 8. dubna 2006)
- 1929
  - Josef Špak, biskup-patriarcha Církve československé husitské († 12. září 2016)
  - Jaroslav Plichta, psycholog, speciální pedagog a dramaturg († 25. července 2002)
- 1930
  - Osvald Klapper, malíř, ilustrátor, grafik, typograf a scénograf († 26. prosince 2010)
  - Antonín Jelínek, spisovatel, literární historik, kritik, publicista († 25. května 2008)
- 1933 – Ivan Passer, česko-americký filmový scenárista a režisér († 9. ledna 2020)
- 1935 – Miroslav Maňas, český statistik a prorektor pro vědu a výzkum na VŠE († 24. července 2024)
- 1940
  - Lubomír Dvořák, fyzik a rektor Univerzity Palackého v Olomouci
  - Květoslava Kořínková, česká politička a pedagožka
  - Kamil Sopko, malíř, sochař a pedagog
- 1945 – Jiří Nykodým, soudce Ústavního soudu
- 1951 – Martina Drijverová, česká spisovatelka
- 1955 – Milan Langer, český klavírista a hudební pedagog
- 1958 – Martin Havelka, divadelní a filmový herec
- 1962 – Vida Neuwirthová, česká herečka

### Svět

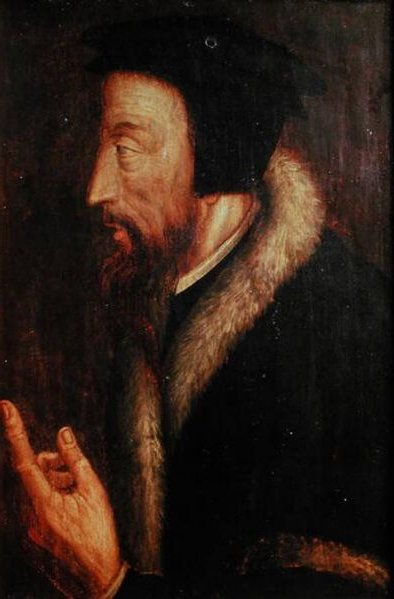
Jan Kalvín (* 1509)

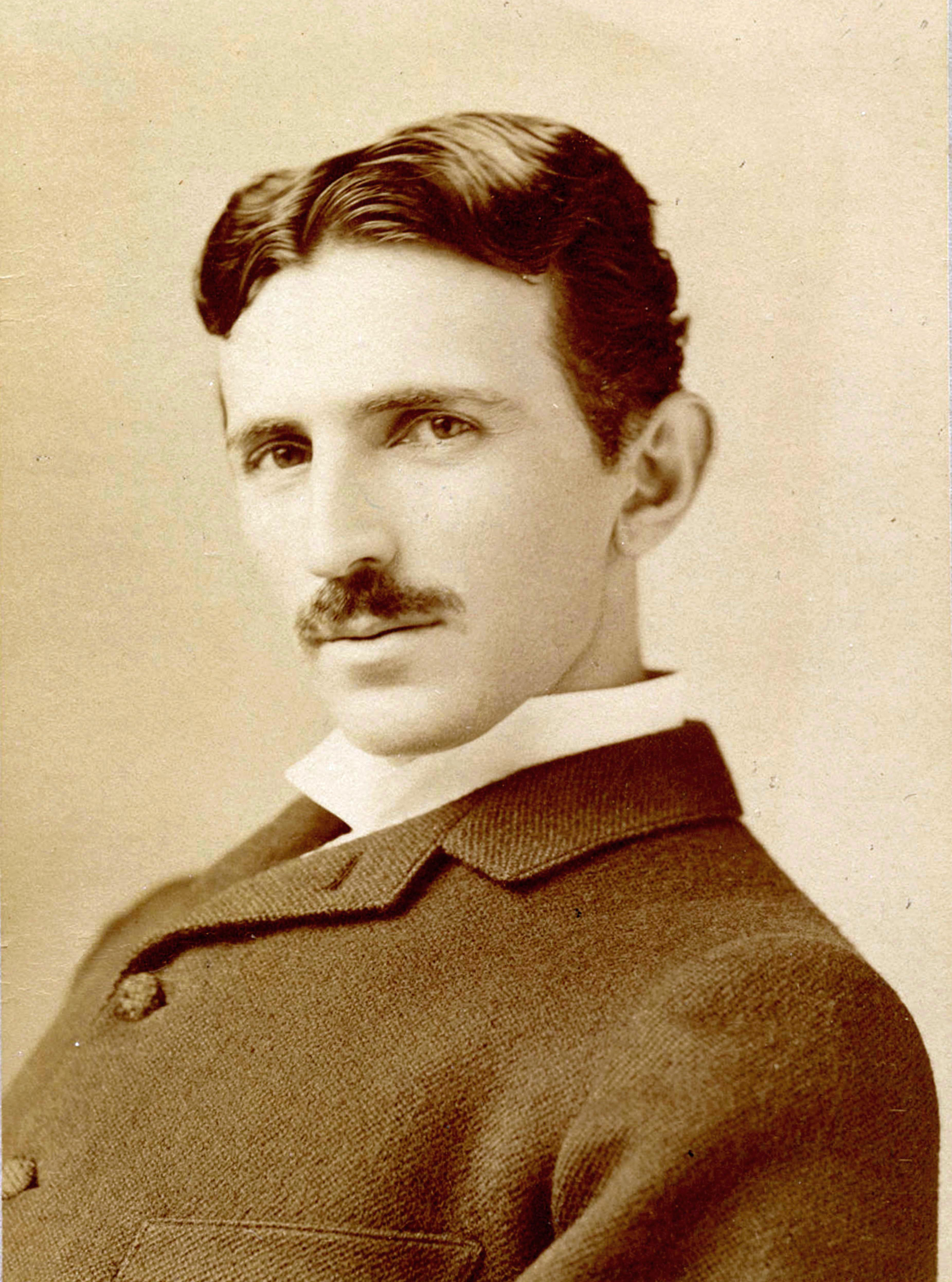
Nikola Tesla (* 1856)

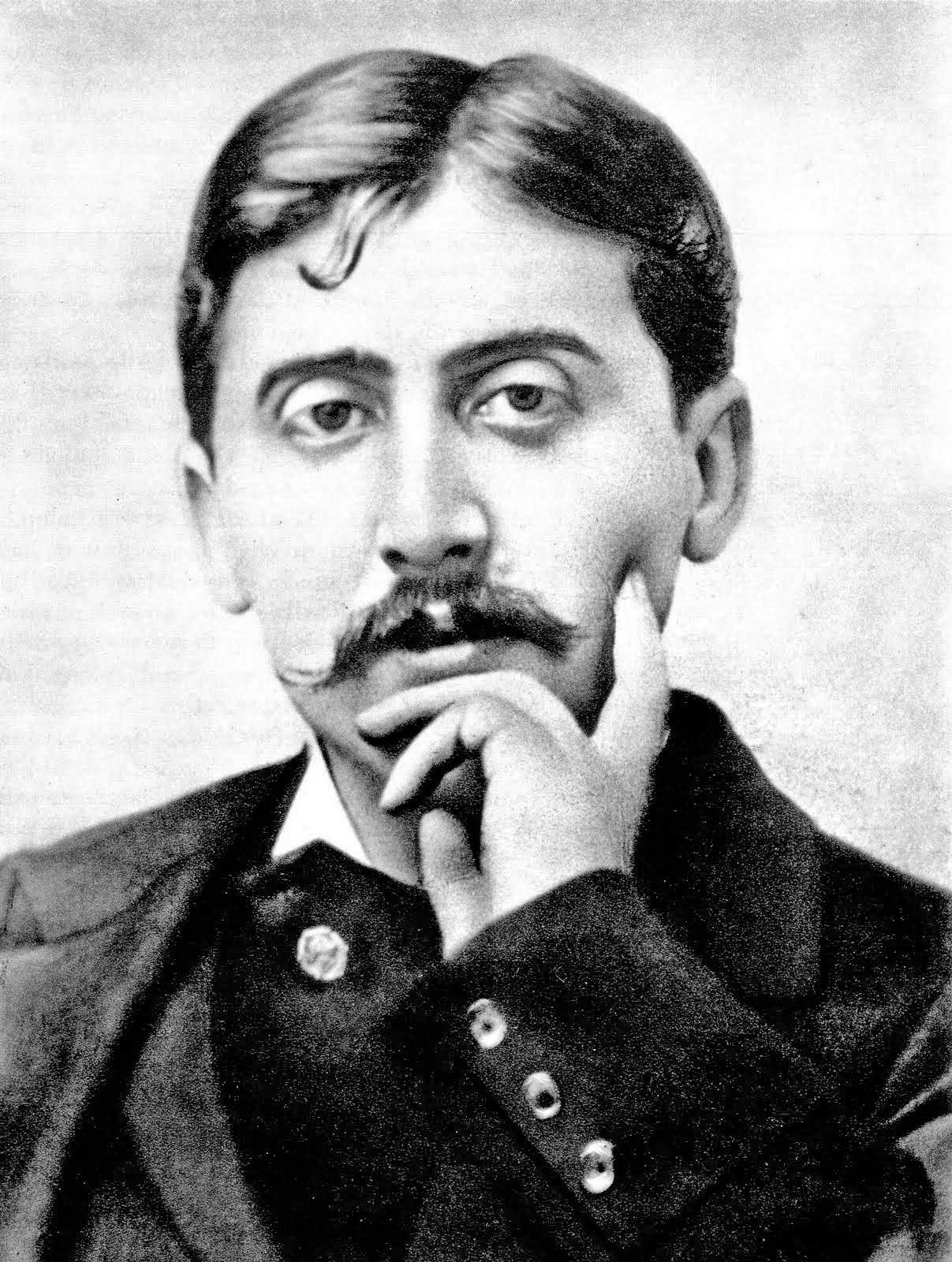
Marcel Proust (* 1871)

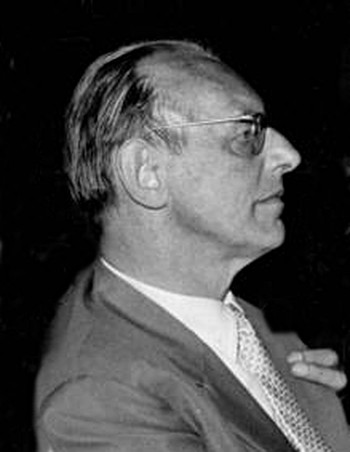
Carl Orff (* 1895)

- 1451 – Jakub III. Skotský, král skotský († 11. června 1488)
- 1509 – Jan Kalvín, francouzský náboženský reformátor († 1564)
- 1682 – Bartholomäus Ziegenbalg, německý misionář, první protestantský misionář v Indii († 1719)
- 1726 – Alexandr Filipovič Kokorinov, ruský architekt († 21. března 1772)
- 1766 – Edouard Jean-Baptiste Milhaud, francouzský generál († 1833)
- 1765 – Pjotr Ivanovič Bagration, ruský generál († 24. září 1812)
- 1792
  - George M. Dallas, americký politik a viceprezident († 1864)
  - Frederick Marryat, anglický spisovatel († 1847)
- 1830 – Camille Pissarro, francouzský impresionistický malíř († 13. listopadu 1903)
- 1831 – Kamilo Mašek, slovinský skladatel českého původu († 29. června 1859)
- 1842 – Adolphus Busch, americký pivovarník, spoluzakladatel společnosti Anheuser-Busch († 1913)
- 1835 – Henryk Wieniawski, polský houslista a hudební skladatel († 1880)
- 1851 – Friedrich von Wieser, rakouský ekonom († 22. července 1926)
- 1856 – Nikola Tesla, americký fyzik srbského původu († 1943)
- 1864 – George Charles Beresford, anglický portrétní fotograf († 21. února 1938)
- 1866 – Sergej Voronoff, chirurg ruského původu, průkopník v oblasti xenotransplantací († 3. září 1951)
- 1867 – Maxmilián Bádenský, německý říšský kancléř († 6. listopadu 1929)
- 1869 – Kálmán Kandó, maďarský inženýr a vynálezce († 1931)
- 1871 – Marcel Proust, francouzský spisovatel († 1922)
- 1873 – Edmund Dene Morel, britský novinář, spisovatel a politik († 12. listopadu 1924)
- 1878 – Otto Freundlich, německý malíř a sochař († 9. března 1943)
- 1888 – Giorgio de Chirico, řecko-italský malíř a sochař († 20. listopadu 1978)
- 1895 – Carl Orff, německý skladatel († 1982)
- 1898 – Heinrich Jöckel, velitel věznice Malá pevnost Terezín († 26. října 1946)
- 1902
  - Günther Weisenborn, německý prozaik a dramatik († 26. března 1969)
  - Kurt Alder, německý chemik, držitel Nobelovy ceny († 20. června 1958)
- 1903 – John Wyndham, britský spisovatel († 1969)
- 1908 – Donald Peers, velšský zpěvák († 9. srpna 1973)
- 1911 – Cootie Williams, americký trumpetista († 15. září 1985)
- 1914 – Joe Shuster, kanadský malíř komiksů, spoluautor postavy Supermana († 1992)
- 1919 – Pierre Gamarra, francouzský spisovatel a novinář († 20. května 2009)
- 1920 – Owen Chamberlain, americký fyzik, držitel Nobelovy ceny († 2006)
- 1922 – Jake LaMotta, americký boxer († 19. září 2017)
- 1925 – Mahathir Mohamad, malajský politik; Premiér Malajsie
- 1931
  - Ivan Rajniak, slovenský herec († 23. února 1999)
  - Alice Munroová, kanadská spisovatelka, nositelka Nobelovy ceny za literaturu († 13. května 2024)
- 1936 – Selwyn Baptiste, původem trinidadský hudebník a organizátor karnevalů († 5. ledna 2012)
- 1938
  - Lee Morgan, americký jazzový trumpetista († 19. února 1972)
  - Paul Andreu, francouzský architekt
- 1939 – Mavis Staples, americká zpěvačka
- 1942
  - Pjotr Klimuk, vojenský letec a sovětský kosmonaut běloruského původu
  - Sixto Rodriguez, americký folkrockový hudebník mexického původu († 8. srpna 2023)
  - Ronnie James Dio, americký metalový zpěvák († 16. května 2010)
- 1943 – Arthur Ashe, americký tenista černé pleti († 1993)
- 1945
  - Ron Glass, americký herec († 25. listopadu 2016)
  - Virginia Wadeová, britská tenistka
- 1947 – Bruce Fowler, americký pozounista a hudební skladatel
- 1948
  - Natalja Sedychová, ruská baletka a divadelní a filmová herečka
  - Ronnie Cutrone, americký výtvarník a asistent Andyho Warhola († 21. července 2013)
- 1950
  - Šota Čočišvili, sovětský olympijský vítěz v judu
  - Prokopis Pavlopulos, řecký prezident
- 1953 – Zoogz Rift, americký wrestler, hudebník a skladatel († 22. března 2011)
- 1954 – Neil Tennant, britský hudebník, člen kapely Pet Shop Boys
- 1958
  - Fiona Shaw, irská herečka a divadelní a operní režisérka
  - Béla Fleck, americký banjista a hudební skladatel
- 1959
  - Anjani, americká písničkářka a pianistka
  - Sandy West, americká rocková zpěvačka a skladatelka († 21. října 2006)
- 1965 – Alexie Řecká a Dánská, dánská princezna
- 1968 – Hassiba Boulmerka, alžírská atletka
- 1971
  - Nathan Cox, americký režisér videoklipů
  - Adam Foote, kanadský lední hokejista
- 1976 – Ludovic Giuly, francouzský fotbalista
- 1977 – Finau Maka, tonžský ragbista
- 1980 – Jessica Simpson, americká zpěvačka
- 1983
  - Julia Vakulenková, ukrajinská tenistka
  - Kim Heechul, korejský zpěvák
- 1986 – Andreas Palicka, švédský házenkář
- 1993 – Perrie Edwards, zpěvačka anglické dívčí skupiny Little Mix
- 1998 – Angus Cloud, americký herec

## Úmrtí
Viz též Kategorie:Úmrtí 10. července — automatický abecedně řazený seznam.

### Česko

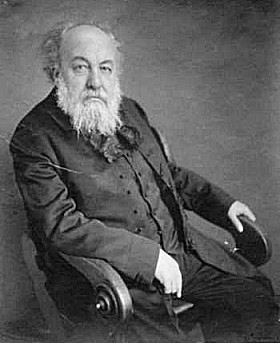
Mikoláš Aleš († 1913)

- 1858 – Josef z Ditrichštejna, rakouský a český šlechtic (* 28. března 1798)
- 1871 – Jan Kazimír Wiedersperger z Wiederspergu, teolog (* 11. srpna 1799)
- 1892 – František Fiala, český politik, starosta Ústí nad Orlicí (* 11. srpna 1820)
- 1910 – Arthur Breisky, český spisovatel a překladatel (* 14. května 1885)
- 1913 – Mikoláš Aleš, malíř (* 18. listopadu 1852)
- 1942 – Václav Klofáč, politik a novinář (* 21. září 1868)
- 1944 – Hanuš Hachenburg, básník terezínského ghetta (* 12. července 1929)
- 1945 – Otakar Hřímalý, český hudební skladatel a pedagog (* 20. prosince 1883)
- 1965 – Otto Kohn, český architekt (* 6. prosince 1887)
- 1966 – Viktor Veselý, český právník, klavírista, hudební skladatel a pedagog (* 2. prosince 1887)
- 1974 – Jaroslav Cuhra, politik, účastník odboje (* 13. dubna 1904)
- 1977 – Marie Stryjová, česká spisovatelka (* 3. listopadu 1931)
- 1982 – Maria Jeritza, Marie Jedličková, operní pěvkyně (* 6. října 1887)
- 2001 – Ota Kraus, novinář a spisovatel (* 7. září 1909)
- 2004
  - Milan Šulc, český divadelní i filmový herec (* 13. května 1934)
  - Josef Špaček, politik, člen Dubčekova vedení KSČ v roce 1968 (* 7. srpna 1927)
- 2020 – Svatopluk Matyáš, herec (* 18. října 1929)

### Svět

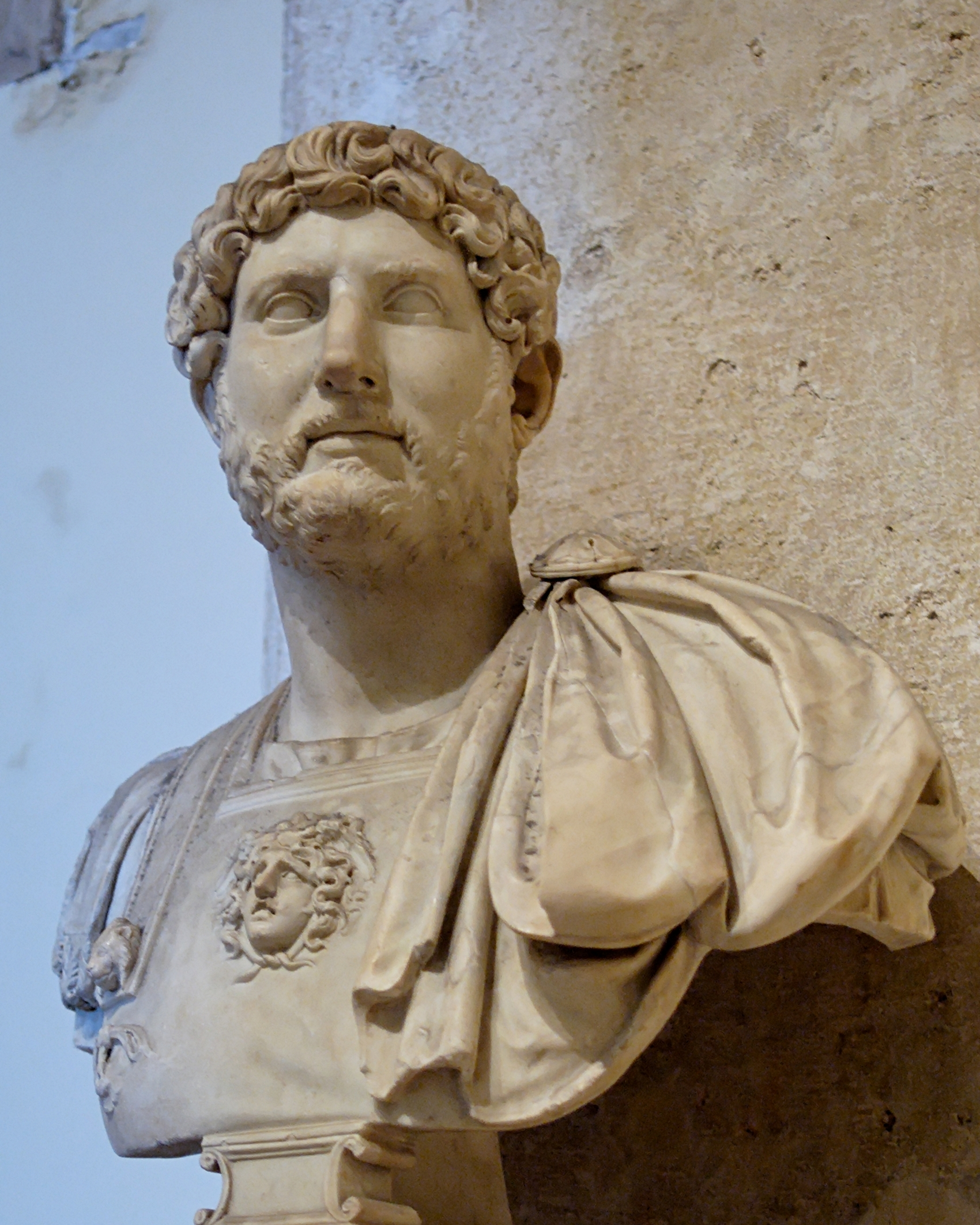
Hadrianus († 138)

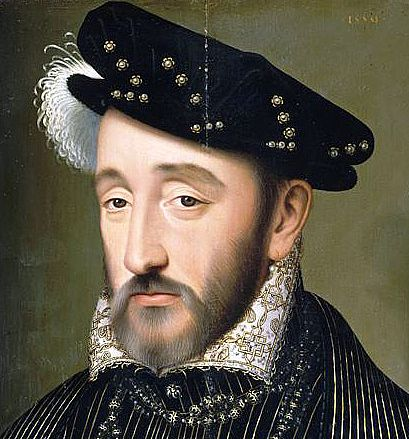
Jindřich II. Francouzský († 1559)

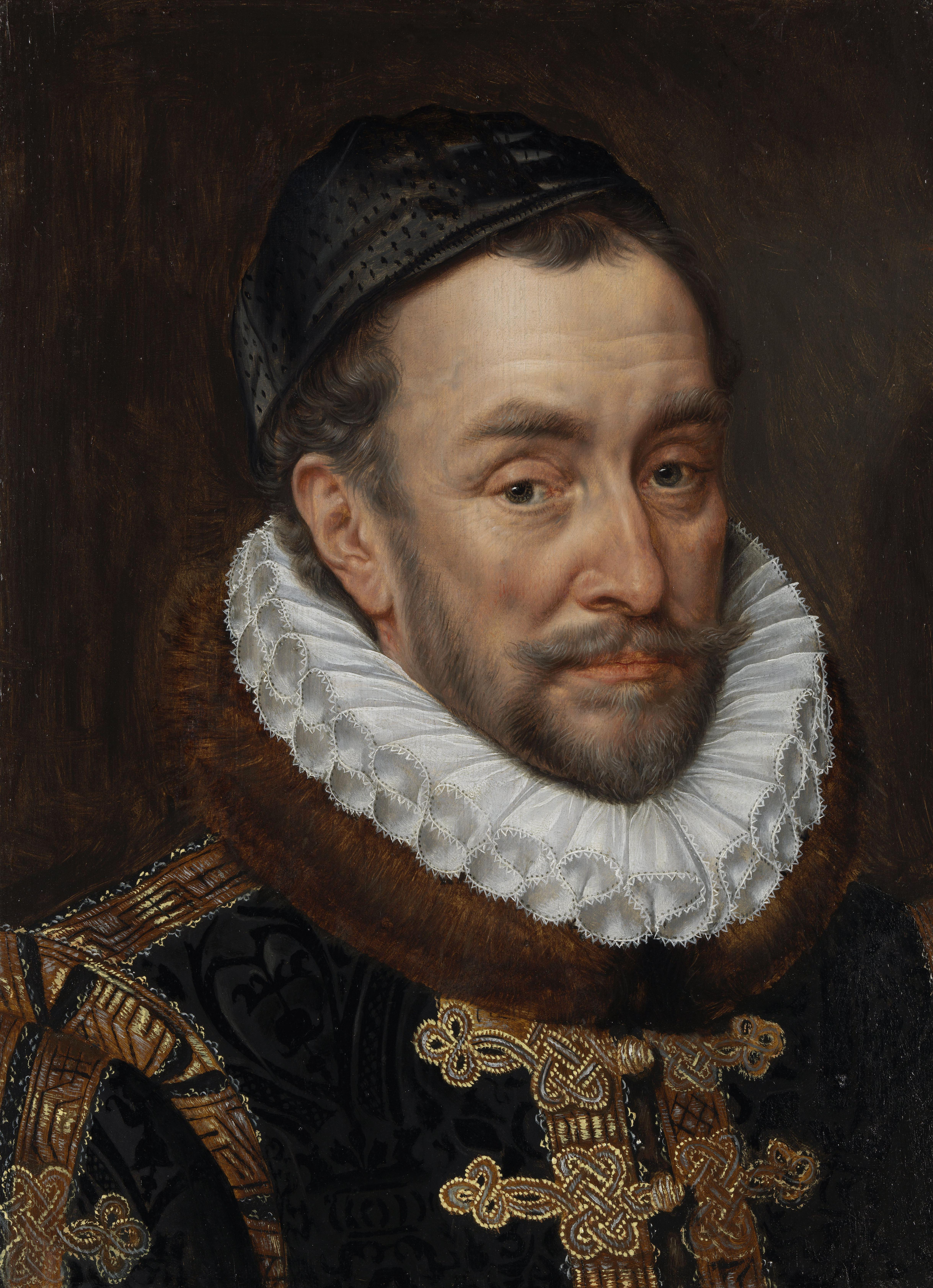
Vilém I. Oranžský († 1584)

- 0138 – Hadrianus, římský císař (* 24. ledna 76)
- 0983 – Benedikt VII., papež (* ?)
- 0994 – Leopold I. Babenberský, markrabě babenberský (* kolem 940)
- 1290 – Ladislav IV. Kumán, uherský král (* 5. srpna 1262)
- 1437 – Jana Navarrská, bretaňská vévodkyně a anglická královna (* 1370)
- 1480 – René I. z Anjou, titulární král jeruzalémský a králem neapolský (* 16. ledna 1409)
- 1510 – Kateřina Cornaro, kyperská královna (* 25. listopadu 1454)
- 1538 – Hafsa Sultan, osmanská princezna (* cca 1500)
- 1559 – Jindřich II. Francouzský, francouzský král (* 31. března 1519)
- 1561 – Rüstem Paša, velkovezír Osmanské říše (* 1500 nebo 1507)
- 1584 – Vilém I. Oranžský, nizozemský místodržící (* 24. dubna 1533)
- 1590 – Karel II. Štýrský, štýrský vévoda, syn císaře Ferdinanda I. Habsburského a Anny Jagellonské (* 3. června 1540)
- 1621 – Karel Bonaventura Buquoy, velitel císařských vojsk na počátku třicetileté války (* 9. ledna 1571)
- 1631 – Konstance Habsburská, polská královna (* 24. prosince 1588)
- 1690 – Domenico Gabrielli, italský barokní skladatel a virtuóz na violoncello (* 1651/1659)
- 1762 – Johann Adam Steinmetz, evangelický teolog (* 24. září 1689)
- 1783 – Adam František Kollár, slovenský spisovatel, historik a knihovník (* 17. dubna 1718)
- 1805 – Thomas Wedgwood, anglický hrnčíř, průmyslník, průkopník a vynálezce v oboru fotografie (* 1771)
- 1806 – George Stubbs, britský malíř a vědec (* 25. srpna 1724)
- 1851 – Louis Daguerre, francouzský malíř a vědec, průkopník v oboru fotografie (* 18. listopadu 1787)
- 1884
  - Paul Morphy, americký šachista (* 22. června 1837)
  - Karl Richard Lepsius, zakladatel německé egyptologie (* 23. prosince 1810)
- 1888 – Rafael Hernando, španělský hudební skladatel (* 31. května 1822)
- 1889 – Julia Gardiner Tylerová manželka 10. prezidenta USA Johna Tylera (* 23. července 1820)
- 1899 – Georgij Alexandrovič Romanov, ruský velkokníže (* 9. května 1871)
- 1902 – Jacint Verdaguer, katalánský kněz a básník (* 17. května 1845)
- 1910 – Johann Gottfried Galle, německý astronom (* 9. června 1812)
- 1919 – Hugo Riemann, německý hudební teoretik a skladatel (* 18. července 1849)
- 1920 – John Arbuthnot Fisher, britský admirál (* 25. ledna 1841)
- 1923 – Witold Korytowski, předlitavský politik (* 8. srpna 1850)
- 1934 – Erich Mühsam, německo-židovský anarchista, spisovatel a básník (* 6. dubna 1878)
- 1937 – Max Winter, rakouský novinář, spisovatel a politik (* 9. ledna 1870)
- 1938
  - Marie Edinburská, rumunská královna (* 29. října 1875)
  - Alexander Zaid, sionistický aktivista a vojenský organizátor v Palestině (* ? 1886)
- 1941 – Jelly Roll Morton, americký klavírista (* 20. října 1890)
- 1952 – Rued Langgaard, dánský varhaník a hudební skladatel (* 28. července 1893)
- 1962 – Jehuda Lejb Majmon, izraelský politik (* 11. prosince 1875)
- 1965 – Wilson Smith, britský bakteriolog (* 21. června 1897)
- 1967 – Albertine Sarrazinová, francouzská spisovatelka a básnířka (* 17. září 1937)
- 1968 – Nachum Nir, izraelský politik, předseda Knesetu (* 17. března 1884)
- 1970
  - Félix Gaillard, premiér Francie (* 5. listopadu 1919)
  - Erwin Janchen, rakouský botanik (* 15. května 1882)
- 1972 – Lovie Austin, americká klavíristka (* 19. září 1887)
- 1973 – Karl Loewenstein, americký ústavní právník (* 9. listopadu 1891)
- 1975 – Jenő Kerényi, maďarský sochař (* 20. listopadu 1908)
- 1978
  - John D. Rockefeller III., americký filantrop (* 21. března 1906)
  - Joe Davis, anglický hráč snookeru (* 15. dubna 1901)
- 1979 – Arthur Fiedler, americký dirigent (* 17. prosince 1894)
- 1982
  - Karl Hein, německý olympijský vítěz v hodu kladivem z roku 1936 (* 11. června 1908)
  - Maria Jeritza, operní pěvkyně (* 6. října 1887)
- 1983 – Werner Egk, německý skladatel, dirigent a pedagog (* 17. května 1901)
- 1984 – Samuel Adamčík, slovenský herec (* 23. července 1904)
- 1987 – John H. Hammond, americký hudební producent (* 15. prosince 1910)
- 1989 – Mel Blanc, americký dabér, hlas králíka Bugse, kačera Daffyho, ptáčka Tweetyho a mnoha dalších (* 30. května 1908)
- 1990 – Sergej Ignaťjevič Ruděnko, sovětský generál letectva (* 20. října 1904)
- 1995 – Văn Cao, vietnamský hudební skladatel (* 15. listopadu 1923)
- 1998 – Harry von Noé, rakouský pianista (* 4. ledna 1907)
- 2004 – Maria de Lourdes Pintasilgová, premiérka Portugalska (* 18. ledna 1930)
- 2006
  - Šamil Basajev, viceprezident mezinárodně neuznávané separatistické vlády v Čečensku, polní velitel a terorista (* 14. ledna 1965)
  - Wilhelm Przeczek, polský učitel, básník, spisovatel a aktivista (* 7. dubna 1936)
- 2012 – Maria Hawkins Ellington, americká jazzová zpěvačka (* 1. srpna 1922)
- 2015
  - Omar Sharif, egyptský herec (* 10. dubna 1932)
  - Roger Rees, herec (* 5. května 1944)
  - Jon Vickers, kanadský operní pěvec-tenor (* 29. října 1926)
- 2020 – Eddie Gale, americký jazzový trumpetista (* 15. srpna 1941)

## Svátky

### Česko
- Libuše
- Amálie, Alma, Amélie, Mia
- Ludoslav, Ludoslava

### Svět
- Začíná týden Baltského moře
- Argentina: Den obchodníků
- Bahamy: Den nezávislosti (1973)
- Chile: Den knihovnictví
- Mauritánie: Den ozbrojených sil
- Albánie: Den armády
- Den Nikoly Tesly

## Pranostiky

### Česko
- Jaká povětrnost na Sedm bratří, taková po sedm týdnů patří.
- Často povětrnost Sedmi bratří na budoucích sedm týdnů patří.
- Neprší-li na Sedm bratří, bývají suché žně.
- Den Sedmi bratří když je deštivý, bývá pak déšť trvanlivý.
- Na den Sedmi bratří, když prší, sedm neděl déšť dovrší.
- Prší-li na Sedm bratří, sedm neděl střecha neuschne.
- Déšť na Sedm bratrů – hnijí kobzole.

| 10. červenec v pražském KlementinuÚdaje jsou platné k 8. 7. 2025. | 10. červenec v pražském KlementinuÚdaje jsou platné k 8. 7. 2025. | 10. červenec v pražském KlementinuÚdaje jsou platné k 8. 7. 2025. |
| minimum                                                           | denní průměr                                                      | maximum                                                           |
| ----------------------------------------------------------------- | ----------------------------------------------------------------- | ----------------------------------------------------------------- |
| 8,5 °C (1948)                                                     | 19,1 °C (od 1961)                                                 | 34,9 °C (2010)                                                    |